# Christine (Texas)
Christine è un centro abitato degli Stati Uniti d'America, situato nella contea di Atascosa dello Stato del Texas. Secondo il censimento effettuato nel 2010 abitavano nella città 390 persone. Fa parte della San Antonio Metropolitan Statistical Area.

## Geografia
Christine è situato a 28°47′23″N 98°29′49″W (28.789626, -98.497018), 10 miglia (16 km) a sud di Jourdanton, il capoluogo di contea. Secondo l'Ufficio del censimento degli Stati Uniti d'America la città ha un'area totale di 1.8 miglia quadrate (4.7 km²), costituiti completamente dalla terra ferma. È attraversato dalla Farm Road 140.

## Cultura

### Istruzione
Christine è servita dal Jourdanton Independent School District.

## Società

### Evoluzione demografica

#### Censimento del 2000
| Anno       | Popolazione | ±%     |
| ---------- | ----------- | ------ |
| 1920       | 259         | Note:  |
| 1930       | 524         | 102.3% |
| 1940       | 286         | −45.4% |
| 1950       | 289         | 1.0%   |
| 1960       | 276         | −4.5%  |
| 1970       | 289         | 4.7%   |
| 1980       | 392         | 35.6%  |
| 1990       | 368         | −6.1%  |
| 2000       | 436         | 18.5%  |
| 2010       | 390         | −10.6% |
| Stima 2015 | 414         | 6.2%   |

Secondo il censimento del 2000, c'erano 436 persone, 140 nuclei familiari e 116 famiglie residenti nella città. La densità di popolazione era di 248.0 persone per miglio quadrato (95.6/km²). C'erano 160 unità abitative a una densità media di 91.0 per miglio quadrato (35.1/km²). La composizione etnica della città era formata dal 78.90% di bianchi, lo 0.23% di asiatici, il 14.91% di altre razze, e il 5.96% di due o più etnie. Ispanici o latinos di qualunque razza erano il 74.54% della popolazione.
C'erano 140 nuclei familiari di cui il 48.6% aveva figli di età inferiore ai 18 anni, il 65.0% erano coppie sposate conviventi, il 12.9% aveva un capofamiglia femmina senza marito, e il 17.1% erano non-famiglie. Il 17.1% di tutti i nuclei familiari erano individuali e l'8.6% aveva componenti con un'età di 65 anni o più che vivevano da soli. Il numero di componenti medio di un nucleo familiare era di 3.11 e quello di una famiglia era di 3.50.
La popolazione era composta dal 37.6% di persone sotto i 18 anni, il 6.9% di persone dai 18 ai 24 anni, il 29.6% di persone dai 25 ai 44 anni, il 15.8% di persone dai 45 ai 64 anni, e il 10.1% di persone di 65 anni o più. L'età media era di 30 anni. Per ogni 100 femmine c'erano 96.4 maschi. Per ogni 100 femmine dai 18 anni in su, c'erano 92.9 maschi.
Il reddito medio di un nucleo familiare era di 23,333 dollari, e quello di una famiglia era di 25,375 dollari. I maschi avevano un reddito medio di 23,333 dollari contro i 13,281 dollari delle femmine. Il reddito pro capite era di 10,465 dollari. Circa il 34.5% delle famiglie e il 38.3% della popolazione erano sotto la soglia di povertà, incluso il 47.4% di persone sotto i 18 anni e il 36.2% di persone di 65 anni o più.